# Calanda (Schiff)
Die Calanda war das erste Schiff der Schweizer Hochseeschifffahrt. Das Schiff wurde 1913 gebaut, fuhr unter verschiedenen Flaggen für wechselnde Eigner und wurde im April 1941 als erstes Hochseeschiff unter die Schweizer Flagge gebracht.

## Geschichte
Der Trampdampfer wurde 1913 mit der Baunummer 180 von der Werft William Pickersgill in Sunderland für die Reederei Strath Steamship Company in Cardiff gebaut. Bereedert wurde das Helmsloch genannte Schiff von E. L. Downing, der das Schiff 1917 komplett übernahm. 1929 erwarb die Londoner Gesellschaft Livanos Brothers die Helmsloch und taufte sie in Michael L um. Die griechische Reederei J. G. Livanos aus Chios übernahm anfangs die Bereederung und erwarb das Schiff 1930 ganz. Vier Jahre darauf veräusserte Livanos den Dampfer an die Londoner Reederei G. W. Grace & Company, die ihm den Namen Roehampton gab. Weitere vier Jahre später fuhr das Schiff als Lettonia der Reederei J. Zalcmanis, K. Jansons & J. Freymann, die es 1939 an die panamesische Compania des Transportes Maritimas weitergab. 1940 erfolgte zunächst eine Umbenennung in Anita, bevor die Schweizerische Reederei AG aus Basel das Schiff für 124.000 Pfund erwarb und in Calanda umtaufte.

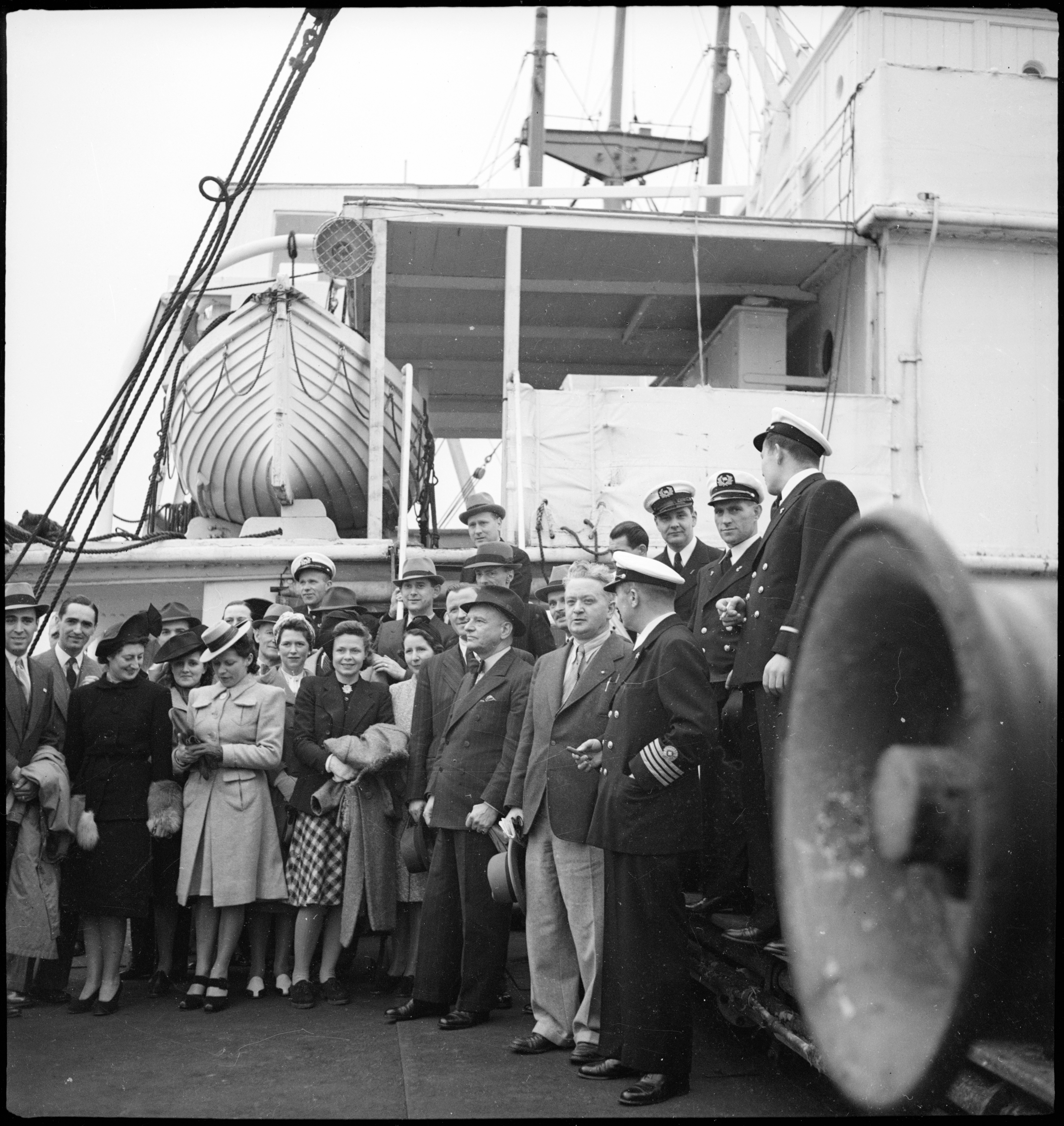
1941 in Lissabon, Foto von Annemarie Schwarzenbach

Im Zuge des Zweiten Weltkrieges erschwerte die kriegsbedingte Tonnageverknappung die Versorgung des Binnenlandes Schweiz. Diese beschloss 1941 nach längeren Querelen, ein eigenes Seeschiffsregister einzuführen. Am 19. April 1941 wurde die bisher unter panamesischer Flagge fahrende Calanda im italienischen Hafen Savona schliesslich als erstes Schiff unter die Schweizer Flagge gebracht. Im Laufe der folgenden Kriegsjahre führte das Schiff wichtige Versorgungsreisen durch, darunter zwei im Auftrag des Internationalen Komitees vom Roten Kreuz. Noch 1941 und im Dezember 1944 erlitt das Schiff schwere Sturmschäden und musste jeweils repariert werden.
Nach sechs Dienstjahren für die Schweizerische Reederei AG wurde das Schiff 1946 für 55.000 Pfund an die dänische Reederei Dampskipselskap Hetland A/S veräussert. Diese setzte das Schiff bis 1949 unter dem Namen Storaa ein. Danach erwarb die John Manners & Company das Schiff und taufte es auf seinen letzten Namen, San Roberto um. 1951 übernahm die Reederei Wallem & Company das Schiff und setzte es ohne weitere Umbenennung ein. Am 1. Januar 1953 erreichte das Schiff Hongkong, wo es schliesslich ab dem 17. Januar verschrottet wurde.

## Beschreibung
Die Helmsloch war ein Dreiinselschiff mit zwei vorderen, zwei achteren und einem in der Mitte der geteilten Mittschiffsaufbauten angeordneten Laderaum mit je einem Zwischendeck. Das Ladegeschirr bestand aus zwei Ladebäumen pro Luke. Die ebenfalls mittschiffs angeordnete Maschinenanlage mit zwei kohlegefeuerten Dampfkesseln und Dreifachexpansionsdampfmaschine des Sunderlander Herstellers J. Dickinson & Sons leistete etwa 1850 PS (395 NHP) und brachte das Schiff auf eine Geschwindigkeit von bis zu neun Knoten.